# Central Nuclear H.B. Robinson
La Central Nuclear H.B. Robinson ocupa una superficie de 20 km²) cerca de  Hartsville (Carolina del Sur), incluida la fuente de agua de refrigeración para el reactor.
Está ubicada junto al lago Robinson de 2250 acres (910 ha).
Fue la primera planta de energía nuclear comercial en el sureste de los Estados Unidos y la más grande del mundo.
La planta de Robinson lleva el nombre de H. Burton Robinson, exvicepresidente ejecutivo de Carolina Power & Light.
Esta planta tiene un reactor de agua a presión de Westinghouse.
La planta de energía H.B. Robinson no depende únicamente de la energía nuclear. De hecho, la Unidad 1 es un generador alimentado por carbón.

## Efectos sobre la población
La Comisión Reguladora Nuclear define dos zonas de planificación de emergencia alrededor de las plantas de energía nuclear: una primera zona con un radio de 16 km, relacionada principalmente con la exposición e inhalación de contaminación radiactiva en el aire, y una segunda zona, llamada de ingestión, de alrededor de 80 km, relacionada principalmente con la ingestión de alimentos y líquidos contaminados por radiactividad.
La población en 2010 dentro de la primera área de 16 km de Robinson era de 32 675 habitantes, con un incremento del 2,6 por ciento en una década, según un análisis de los datos del censo de EE. UU. La población dentro del área de los 80 km era de 893 536, con un aumento del 10,3 por ciento desde 2000. Entre las ciudades dentro de la segunda área se incluye Columbia, capital del estado.

## Riesgo sísmico
La estimación de la Comisión Reguladora Nuclear del riesgo cada año de un terremoto lo suficientemente intenso como para causar daños en el núcleo del reactor en Robinson fue de 1 entre 66.667, según un estudio de la NRC publicado en agosto de 2010.